# پاول بوت (اورگن)
پاول بوت (به انگلیسی: Powell Butte) یک منطقهٔ مسکونی در ایالات متحده آمریکا است که در اورگن واقع شده‌است. پاول بوت ۹۵۰٫۰۷ متر بالاتر از سطح دریا واقع شده‌است.